# Baráth Endre
Baráth Endre (Jászberény, 1888. augusztus 8. – Jászberény, 1955. március 21.) mezőgazdász, kisgazda politikus, Jász-Nagykun-Szolnok vármegye főispánja.

## Élete
Katolikus, kisparaszti családba született Jászberényben. Szülővárosában végezte el a mezőgazdasági szakiskolát, majd gazdálkodással foglalkozott. 1930-ban belépett az FKGP-be, majd hamarosan a párt megyei szervezetének elnöke lett. 1930 és 1944 között Jászberény város képviselő-testületének munkájában vett részt. Az 1939-es választásokon egyéni jelöltként indult a jászapáti kerületben, de végül sem egyéniként, sem listáról nem sikerült mandátumot szereznie. 1944. december 21-étől Jászberény delegáltjaként az Ideiglenes Nemzetgyűlés tagja volt. 1945 februárjától a vármegye főispánjává nevezték ki a szolnoki városi főjegyzői székbe távozó Veres József helyére. Kisgazdaként főispáni hivatalában nem félt kifogást emelni a kommunista irányítású rendőrség és egyéb pártszervezetek és szervek túlkapásai ellen, de összetűzésbe keveredett több olyan bizottsággal is, amelyek jogszabályellenesen beavatkoztak a közigazgatás ügyeibe. Hivatala idején Jász-Nagykun-Szolnok vármegye közellátási gondjai jelentősen növekedtek, mivel Budapest ostroma után javarészt e vármegyére hárult nem csak a főváros, de a bányavidékek és az átvonuló szovjet csapatok ellátása is. Mivel Vas Zoltán Budapest közellátási kormánybiztosa, majd később polgármestere egyben a Gazdasági Főtanács vezetője is volt, az általa kiadott ellátási utasítások azonnali teljesítése elől Baráth semmilyen esetben sem térhetett ki. Egy alkalommal Vas minden felvásárolható lisztet és étolajat a fővárosba szállíttatott, miközben az összes Szolnokra irányuló élelmiszer-szállítást megtiltotta. Ez utóbbi rendelkezését Baráth körlevélben hatálytalanítani volt kénytelen, hogy a város munkásai egyáltalán élelemhez juthassanak. Áprilisra már odáig romlott a helyzet, hogy Szolnok ellátása már csak napokra volt biztosított. Ekkor azonban már nem csak a megyeszékhelyen, hanem szinte az összes településen jelentkeztek hasonló gondok. Szeptember 7-én egy munkásküldöttséggel tárgyalt, amelyen az SZDP szolnoki elnöke, a korábbi főispán Veres József is részt vett, és ahol a küldöttek sztrájkkal fenyegetőztek, amennyiben az ellátás nem javul. Ezt követően Baráth újból nyomatékosan kérte a Közellátásügyi Minisztériumot, hogy vármegyéjét mentesítsék a további kenyérgabona-beszolgáltatás kötelezettsége alól, de kérését elutasították. Október 15-én egy tömeges tüntetés volt Szolnokon, ahol az élelmiszer-ellátás javítását és Baráth távozását követelték. Baráth így a mintegy tízezer fős tömeg előtt kénytelen volt bejelenteni lemondását. A parasztpárti belügyminiszter, Erdei Ferenc azonban e lemondást nem fogadta el, és felszólította Baráthot, hogy újból foglalja el hivatalát, ám a munkáspártok hallani sem akartak a kisgazda főispán visszatéréséről. A patthelyzetet végül az döntötte el, hogy Baráthot országgyűlési képviselővé választották, illetve hogy a Belügyminisztérium vezetője novembertől a kommunista Nagy Imre lett. Utódja dr. Kovács Kálmán, egy a politika iránt érdeklődő jogász lett. 1948-is volt képviselő, közben az FKGP Szolnok megyei, majd 1947-is jászberényi városi szervezetének elnöke is volt. 1947-től pártja parlamenti frakcióvezetője, majd Politikai Bizottságának tagja, eközben pedig a Tejtermelők és Tejszövetkezetek Országos Központja igazgatója is volt. 1948 februárjának végén távozott frakcióvezetői tisztéből, majd április 15-én képviselői mandátumáról is lemondott. Ezután teljesen visszavonult a politikai élettől, a Portelek határában lévő földjén gazdálkodott haláláig.